# Старообрядство
Старообрядството, наричано също староверство или древноправославие, е течение в християнството, възникнало в резултат на разделение в Руската православна църква в средата на XVII век.
То се появява като реакция срещу Църковната рформа на патриарх Никон (1652 – 1666), която ревизира практикуваните в Русия църковни ритуали и ги привежда в съответствие с използваните от Вселенската патриаршия. Реформата предизвиква недоволство и много вярващи продължават да прилагат старите ритуали. Те са анатемосани през 1656 година, но въпреки продължителните усилия на църквата и властите старообрядството продължава да съществува до наши дни, разделено на множество клонове.